# 学校法人文京学院
学校法人文京学院（がっこうほうじん ぶんきょうがくいん、Bunkyo Gakuin）とは、東京都文京区向丘1-19-1にある日本の学校法人。

## 概要
「女性に自立の力を」の理念から 創立者・島田依史子が1924年に開いた島田裁縫伝習所（後の本郷家政女学校）を起源とする。校訓は、誠実・勤勉・仁愛である。1983年の島田依史子の死後は、長男の島田和幸が理事長を引き継ぎ、1990年の島田和幸の病死により、妻の島田燁子が理事長を引き継いだ。2009年現在は「自立と共生」を建学の精神として、幼稚園、女子中学校、女子高等学校、大学、大学院を設置する総合学園に成長した。特に、1990年代後半から、大学に新学部を相次いで設置した。現在の理事長は島田昌和が務めている。2022年4月1日付で学校法人文京学園から学校法人文京学院に改称した。

## 沿革
- 1924年 - 島田依史子、島田裁縫伝習所を開く
- 1925年 - 島田裁縫伝習所を本郷女学院と改称
- 1927年 - 東京府知事認可を受け、本郷家政女学校と組織名称を変更
- 1932年 - 文部大臣の認可を受け甲種実業学校として、十佳女子高等職業学校を開校
- 1935年 - 本郷家政女学校を本郷商業家政女学校と校名変更
- 1947年
  - 文部省より、財団法人文京学園の設置認可を受け、島田依史子初代理事長となる
  - 文京学園女子中学校開校（新学制）
- 1948年 - 文京学園女子高等学校開校
- 1951年 - 財団法人文京学園から学校法人文京学園へ改組
- 1954年 - 文京学園附属幼稚園開園
- 1959年 - 文京女学院医学技術専門学校開校(2008年3月21日に保健医療技術学部へ吸収し発展的に廃校)
- 1964年 - 文京女子短期大学開学
- 1983年 - 島田和幸理事長に就任
- 1990年 - 島田燁子理事長に就任
- 1991年 - 文京女子大学経営学部開学、島田燁子が学長に就任
- 1997年
  - 文京女子大学大学院経営学研究科経営学専攻修士課程を設置
  - 文京女子大学人間学部を開設
- 1998年 - 文京女子大学大学院人間学研究科人間学専攻修士課程を設置
- 2001年
  - 文京女子大学外国語学部を設置
  - 文京女子大学大学院人間学研究科心理学専攻修士課程を設置
- 2002年
  - 文京女子大学を文京学院大学に改称
  - 文京学院大学女子中学校・文京学院大学女子高等学校へ校名変更
- 2005年
  - 文京学院大学の男女共学化
  - 文京女子大学大学院外国語学研究科英語コミュニケーション専攻を設置
- 2006年
  - 文京学院大学保健医療技術学部を設置
  - 文京学院短期大学の男女共学化
- 2009年 - 創立85周年事業の一環として、文京学院校友会を設立
- 2014年 - 文京学院短期大学を閉校
- 2015年 - 島田昌和理事長に就任
- 2022年 - 学校法人文京学院に改称

## 著名な関係者
- 1947年 - 島田依史子（創設者・初代理事長、1983年の逝去まで）
- 1983年 - 島田和幸（2代目理事長、1990年の逝去まで）島田依史子の長男
- 1990年 - 島田燁子（3代目理事長・現学園長）島田和幸の妻
- 1993年 - 赤松良子 元文京女子大学教授、元文部大臣（在任期間 1993年8月9日～1994年6月30日）
- 2009年 - 島田昌和（4代目理事長・現職）島田和幸の長男

## 設置校
- 文京学院大学大学院
  - 経営学研究科(修士課程)
    - 経営学専攻ビジネス・マネジメントコース(MBAプログラム)
    - 経営学専攻医療マネジメントコース(MMMプログラム)
    - 経営学専攻税務マネジメントコース(MTMプログラム)

  - 外国語学研究科(修士課程)
    - 英語コミュニケーション専攻

  - 人間学研究科(修士課程)
    - 人間学専攻(保育学コース・社会福祉学コース)
    - 心理学専攻(心理学コース・臨床心理学コース)
- 文京学院大学
  - 外国語学部
    - 英語コミュニケーション学科

  - 経営学部
    - 経営学科
      - 経営コミュニケーション専攻
      - コンテンツ・ネットワーク専攻

  - 人間学部
    - 共生社会学科
    - 児童発達学科
    - 人間福祉学科
    - 心理学科

  - 保健医療技術学部
    - 理学療法学科
    - 作業療法学科
    - 臨床検査学科
    - 看護学科
- 文京学院大学女子高等学校(全日制課程)
  - 文理クラス
  - 理数クラス
  - 英語クラス
  - 特進クラス
- 文京学院大学女子中学校
- 文京学院大学文京幼稚園
- 文京学院大学ふじみ野幼稚園